# Temple de la Sibylle
Le temple de la Sibylle est un temple romain datant du IIe siècle av. J.-C. et situé à Tivoli dans le Latium en Italie. En dépit de l'attribution du temple à Albunéa, la sibylle de Tivoli, on ignore à quelle divinité précise il était dédié. 

## Description
Le temple de la Sibylle est situé sur l'acropole tiburtine à quelques mètres du temple de Vesta. C'est un quadrilatère d'ordre ionique, mesurant 15,9 m de long sur 9,15 m de large, construit entièrement en travertin avec douze demi-colonnes latérales, des murs sur trois de ses faces, et un sol également en travertin. Au fond du temple subsiste un autel.

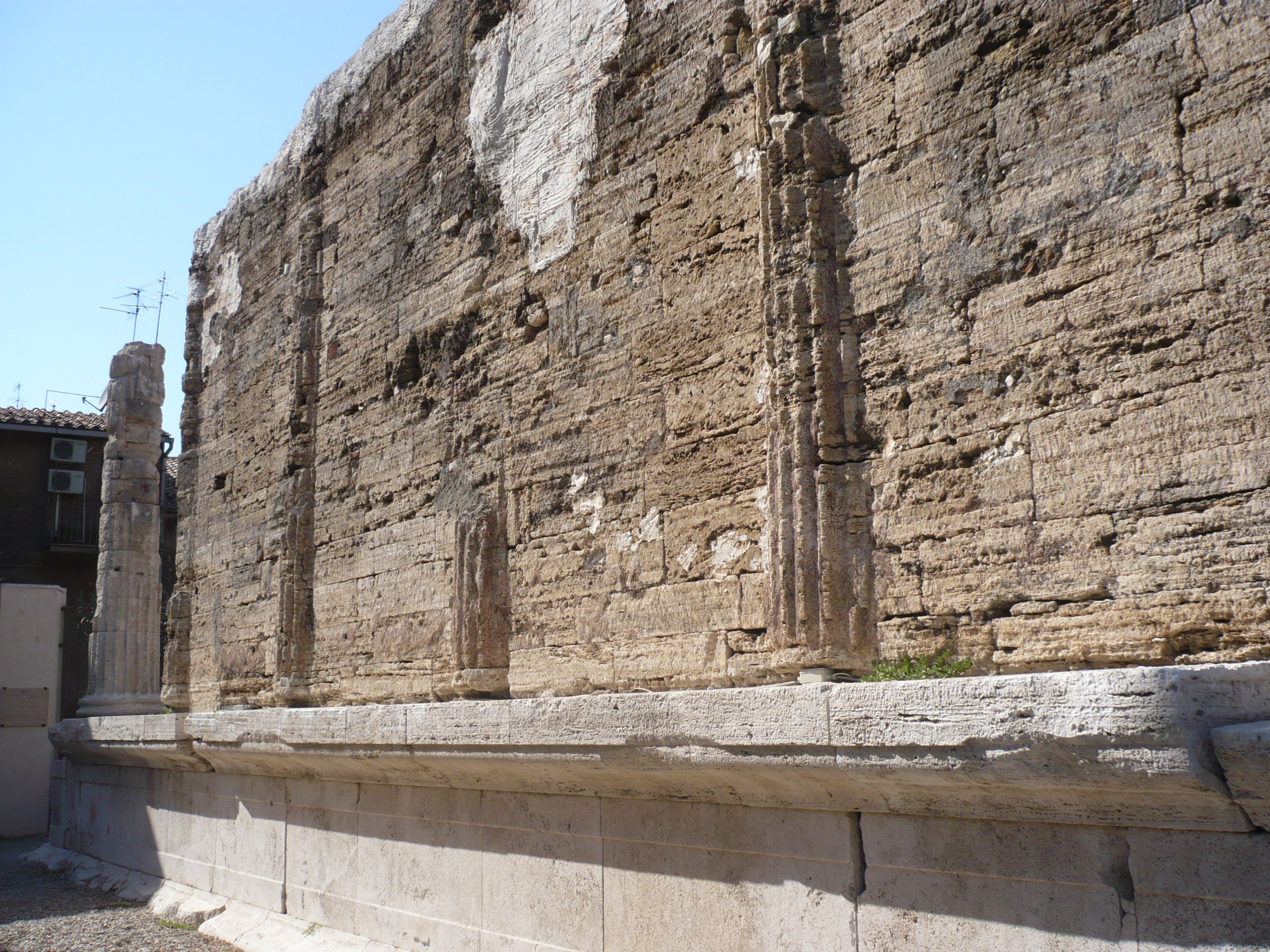
Côté droit avec les colonnes semi-circulaires encastrées
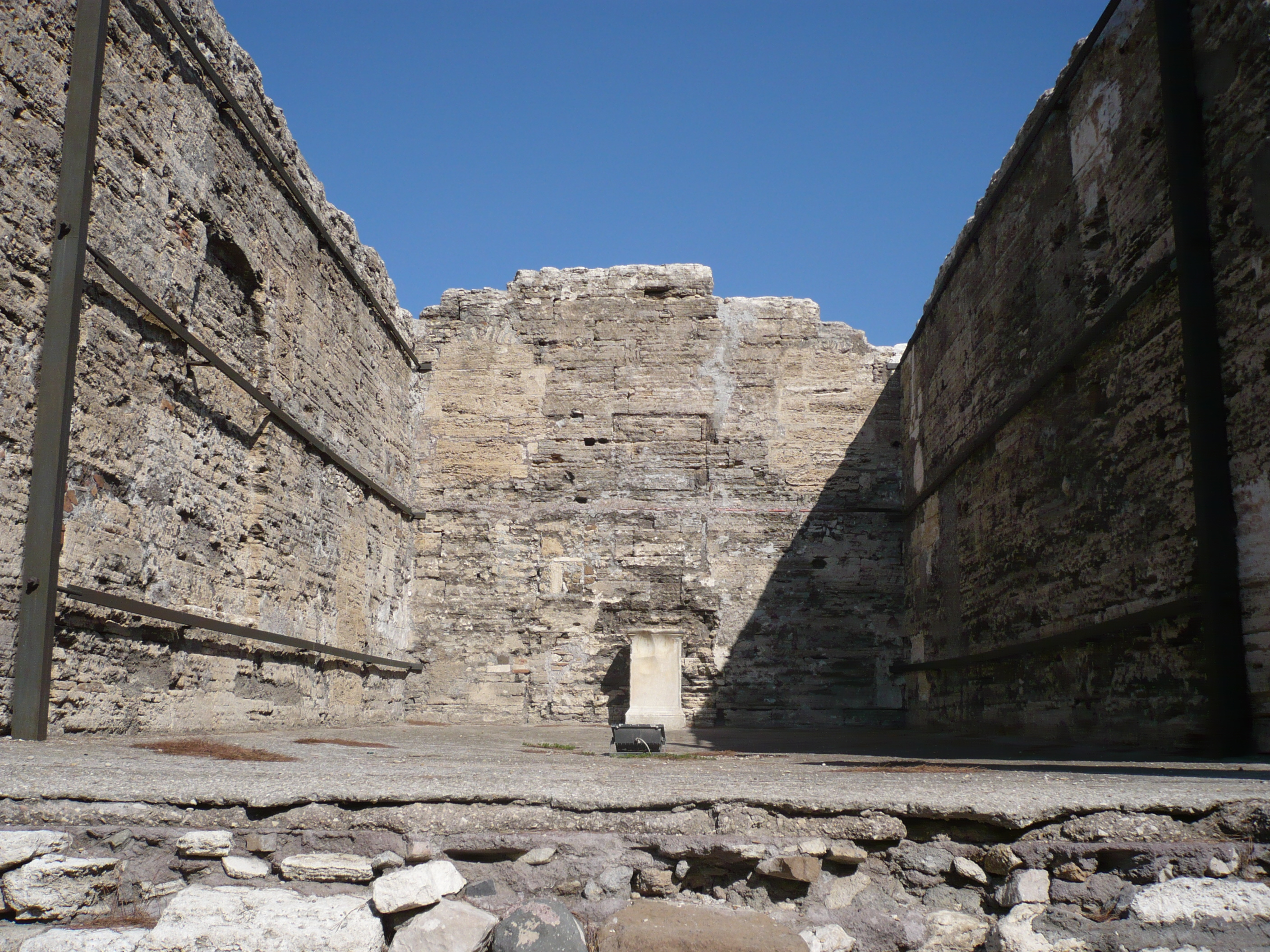
L'intérieur et l'autel
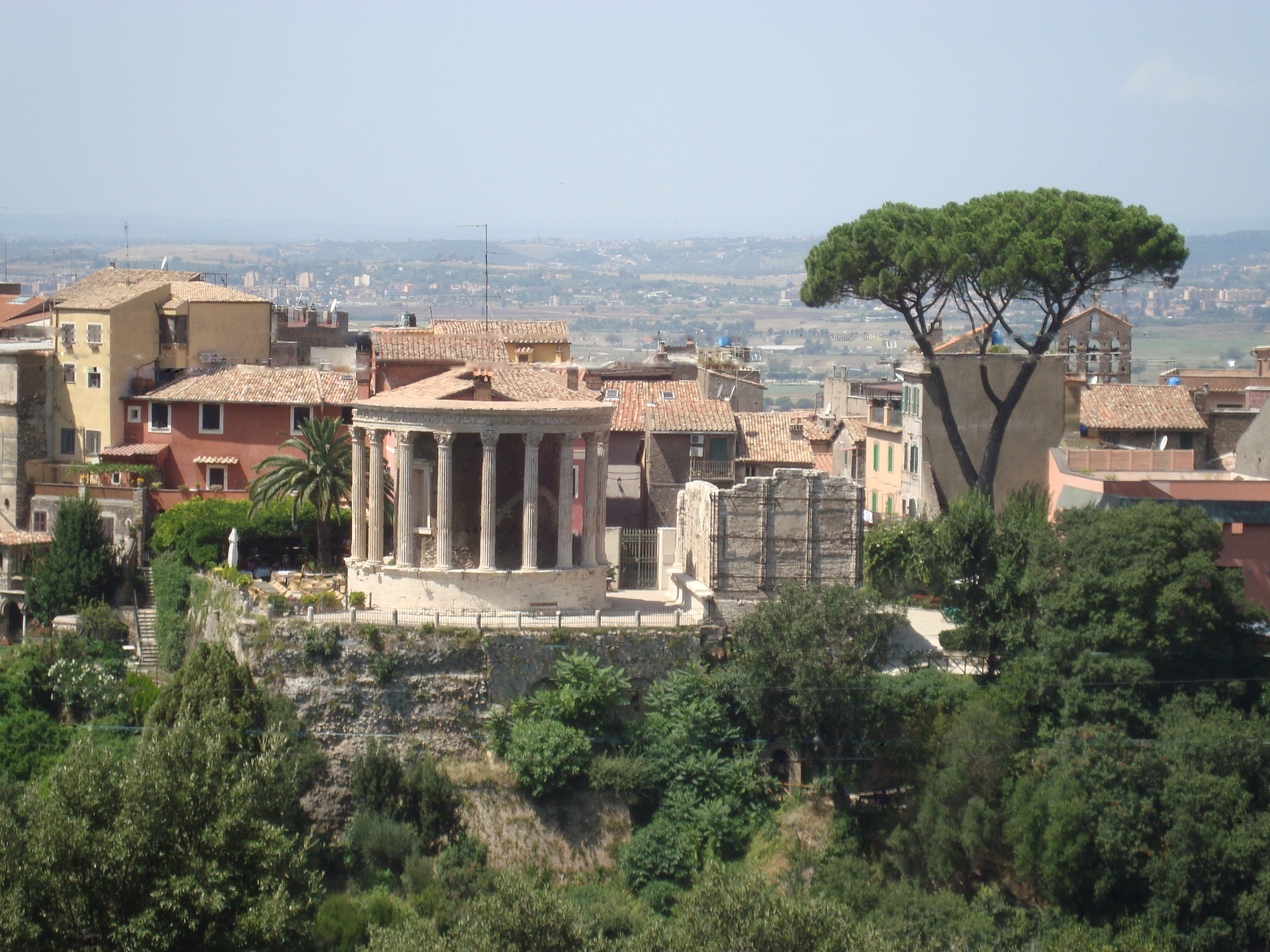
Vue générale du temple de Vesta (à gauche) et de la Sibylle à droite

## Histoire
Le temple est construit au IIe siècle av. J.-C. sur une structure artificielle élargissant l'acropole. Comme le temple de Vesta, le temple de la Sibylle fut conservé notamment en raison de son utilisation comme église durant le haut Moyen Âge. Une église dédiée à saint Georges y est attestée dès 978.
L'édifice est désormais en ruine. Les décorations intérieures et les peintures ont disparu.